# Anton Hörburger
Anton Hörburger (Rotterdam, 17 februari 1886 – maart 1978) was een Nederlands voetballer. Hij kwam als middenvelder uit voor de Rotterdamse voetbalclub VOC en het Haagse HVV Quick.
Hörburger was de helft van een eeneiige tweeling. Zijn broer Arnold Hörburger kwam net als hij uit voor VOC en later Quick, en speelde zeven keer in het Nederlands elftal. Arnold Hörburger maakte op 10 april 1910 zijn debuut voor Nederland, in een interland tegen België. Deze wedstrijd is omstreden, omdat met name van Belgische kant na afloop werd beweerd dat Arnold Hörburger onreglementair in de rust door zijn broer Anton, die op de tribune zat, vervangen werd. Hörburger was na dertig minuten geblesseerd van het veld gegaan en kwam in de tweede helft fris en uitgerust weer in het veld om de wedstrijd vervolgens volledig uit te spelen. Wissels waren in deze periode nog niet toegestaan. De broers bleven altijd volhouden dat er van een vervanging geen sprake was geweest. Bij VOC speelden ze samen met een derde broer.
Anton Hörburger was bij nog vijf wedstrijden van Oranje reservespeler. Hij bleef ongetrouwd en woonde tot diens overlijden in 1966 samen met zijn broer, die hij in de laatste jaren van zijn leven verzorgde. Anton Hörburger overleed in maart 1978 op 92-jarige leeftijd.